# Anemplocia grandis
Anemplocia grandis är en fjärilsart som beskrevs av Druce 1911. Anemplocia grandis ingår i släktet Anemplocia och familjen mätare. Inga underarter finns listade i Catalogue of Life.